# Liber Croceus
Il Liber Croceus (libro giallo) è stato l'ultimo libro statutario della Repubblica di Ragusa, comprendente atti legislativi del periodo 1460-1808.

## Storia e contenuto
Il Liber Croceus fu preceduto cronologicamente dalle seguenti collazioni:
- Liber statutorum civitatis Ragusii. È lo Statuto raguseo promulgato nel 1272, al tempo della dominazione veneziana, composto da alcune norme scritte e consuetudinarie precedenti, nonché da innovazioni legislative. Molte norme sono di derivazione o di ispirazione veneziana.
- Liber omnium reformationum (1335-1410)
- Liber Viridis (1358-1460)

Esso contiene - in serie cronologica - i principali atti (provvedimenti) del Maggior Consiglio (Consilium majus), il massimo organo costituzionale legislativo della Repubblica. Vista la sempre maggiore difficoltà di consultazione di tale massa eterogenea di atti, nel corso del tempo vennero creati alcuni compendi: i due più importanti rimangono quello del nobile Francesco de Gondola (XV secolo) e quello del cancelliere Achille Pozza (1624).
Il Liber Croceus presenta in originale una doppia numerazione dei fogli che lo compongono: una più antica (in alto a destra) ed una più recente (in basso a sinistra): tradizionalmente i vari documenti vengono citati proprio in base alla numerazione della carta nella quale appaiono (es: in Libro Crocei, ch. 125). Recentemente le determinazioni del Maggior Consiglio presenti nel Liber sono state per comodità suddivise anche in 460 capitoli.
Tutti gli atti sono in italiano e in latino.

## Edizioni
L'unica edizione completa ed annotata del Liber Croceus rimane quella curata dallo studioso serbo Branislav M. Nedeljković nel 1997, per quanto presenti una serie di errori di trascrizione e di impostazione.